# 姫神山 (長崎県)
姫神山（ひめがみやま）は、長崎県対馬市美津島町緒方にある山。標高172m。

## 姫神山砲台跡
姫神山山頂には旧日本陸軍が日露戦争を前に1901（明治34）年に完成させた姫神山砲台の跡がある。日露戦争が始まった1904年に3つの砲座に28cmりゅう弾砲を2砲床ずつ計6門設置し、左右の高台には観測所が設置された。太平洋戦争の終戦の1945年までに廃止され砲座跡や兵舎跡などが残っている。
2019年4月、戦争遺構として対馬市の史跡に指定された。2020年10月、第二砲座跡などがイノシシによる掘削被害に遭っていることが判明した。